# Macrobrachium ohione
Espèce
Synonymes
- Palaemon ohionis Smith, 1874[2]
- Palaemon sallei Kingsley, 1883[2]

Statut de conservation UICN

 LC  : Préoccupation mineure
Macrobrachium ohione, communément appelé Crevette de la rivière Ohio, est une espèce de crevettes d'eau douce de la famille des Palaemonidae. On la trouve dans les cours d'eau des bassins hydrographiques du golfe du Mexique et de l'océan Atlantique. Elle est couramment utilisée comme appât pour la pêche commerciale, notamment celle du poisson-chat. C'est l'espèce la plus connue des crevettes d'eau douce nord-américaines.